# Port lotniczy Mörön
Port Lotniczy Mörön (IATA: MXV, ICAO: ZMMN) – port lotniczy w Mörön, stolicy ajmaku chubsugulskiego, w Mongolii.

## Linie lotnicze i połączenia
- Aero Mongolia (Ułan Bator)
- Eznis Airways (Ułan Bator)
- MIAT Mongolian Airlines (Bulgan, Kobdo, Ułan Bator)